# 江苏省苏州实验中学
江苏省苏州实验中学，1994年建校，是南大苏州附中，又名南京大学苏州附属中学，简称新区实验。由苏州高新区和南京大学实行联合办学，坐落于苏州高新区（虎丘区）中心地带。 

## 历史
- 1994年5月10日在苏州新区建校。
- 1997年11月通过江苏省重点中学的合格验收。
- 2000年5月，完成国家级示范高中验收，成为苏州市区继苏州中学后第二所国家级示范高中。
- 2004年转评为江苏省四星级中学。
- 2016年学校原地重建完成。
- 2018年苏州科技城校区启用。

### 历任校长
现任校长仲尧明。

## 现状
江苏省苏州实验中学（南京大学苏州附属中学）是政府全额拨款的公办学校，是江苏省重点中学、国家级示范高中、四星级高中。
- 苏州实验姊妹学校
  - 美国加州米拉·罗马中学
  - 美国纽约威廉·麦克斯威尔高中